# ادریان سیمیون
ادریان سیمیون (انگلیسی: Adrian Simion؛ زادهٔ ۲ august ۱۹۶۱ (۶۳ سال)) ورزشکار هندبال اهل رومانی است.
وی در مسابقات کشوری و بین‌المللی در مجموع برندهٔ ۱ مدال برنز شده‌است.